# رودريك دين
رودريك دين (بالإنجليزية: Roderick Deane)‏ هو اقتصادي نيوزيلندي، ولد في 8 أبريل 1941 في أوكلاند في نيوزيلندا.